# Kukułowo
Kukułowo (deutsch Kucklow) ist ein Dorf in der Gemeinde Kamień Pomorski in  der polnischen Woiwodschaft Westpommern.

## Geographische Lage
Kukułowo liegt in Hinterpommern, 7,5 km südwestlich von Kamień Pomorski (Cammin) am Einlauf der Dziwna (Dievenow), dem östlichen Auslauf der Oder aus dem Stettiner Haff, in den Camminer Bodden.

## Geschichte

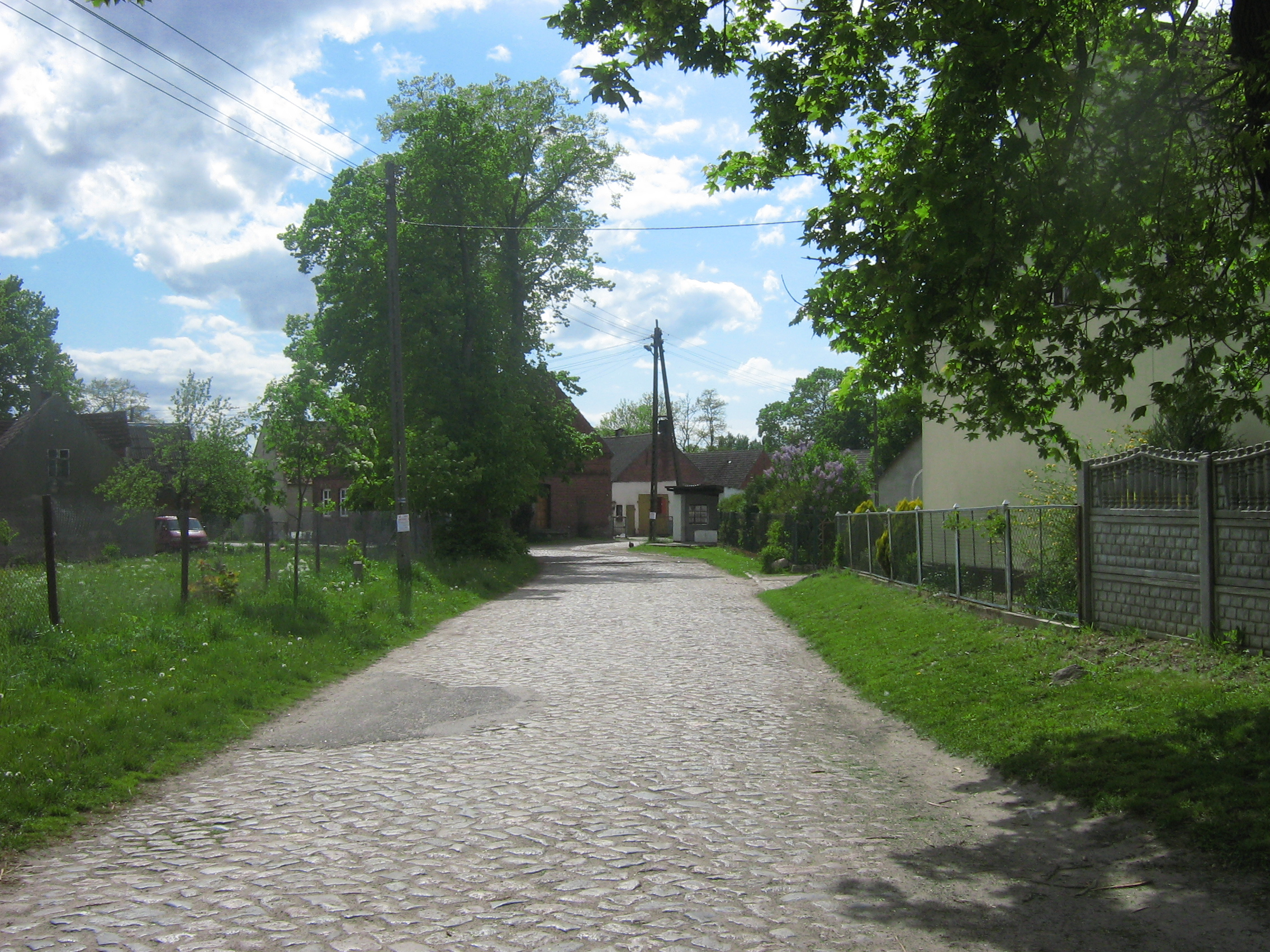
Einfahrt in das Dorf

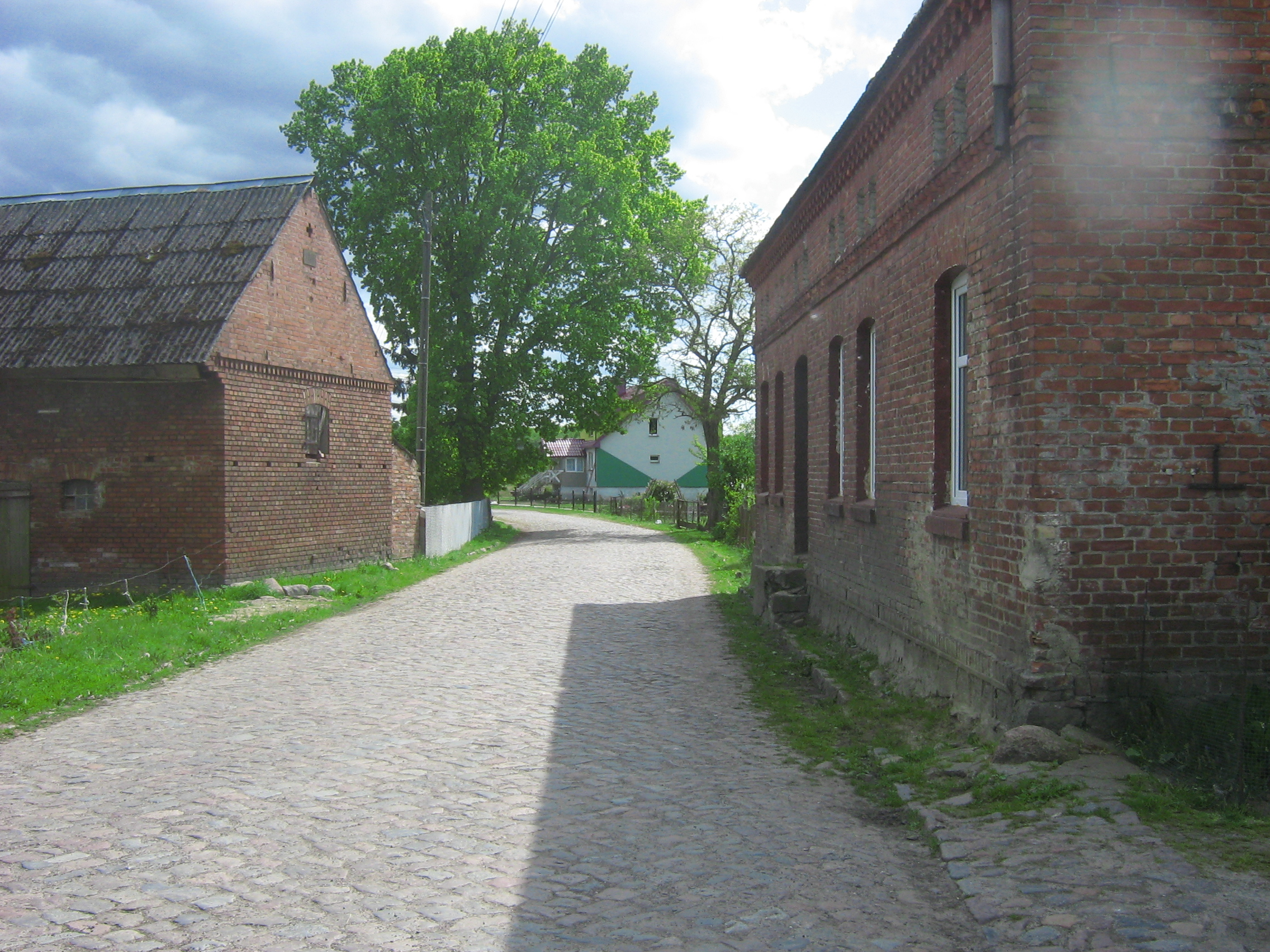
Gepflasterte Dorfstraße

Die urkundliche Ersterwähnung erfolgte 1335 als Cukelowe. Im 15. Jahrhundert bestanden drei Anteile, die den Familien Wachholtz, Witting bzw. Zastrow gehörten.  Nach einem Güteraustausch mit dem pommerschen Herzog Johann Friedrich kam ein Teil des Ortes 1579 in den Besitz des Camminer Dompropstes Ludwig von Eberstein, der dort ein Schloss als Mittelpunkt seines Herrschaftsgebietes hatte, welches aber bereits im 17. Jahrhundert wieder verfiel und zu Beginn des 18. Jahrhunderts bereits vollständig verschwunden war. Von 1628/30 bis zu seinem Tod 1640 befand sich das Schloss mit der Dompropstei im Besitz des 1616 als Herzog von Kurland abgesetzten Wilhelm von Kettler. 1628 versteuert die Dompropstei zwei Hh, einen Hirten und einen Instmann, Adam Witting vier Hufen. Nach dem Westfälischen Frieden vom 24. Oktober 1648 musste Kucklow an Schweden Steuern entrichten.
Um 1780 befand sich die Dompropstei Kucklow im Besitz von Friedrich Ehrenreich von Ramin. 1797 wurde in Kucklow eine Bockwindmühle in Betrieb genommen.
Die Dompropstei Kucklow wurde zusammen mit dem Domkapitel Cammin 1811 aufgelöst und der zur Propstei gehörende Besitzanteil (56,5 Hektar) des Dorfes mit dem schon seit längerem bestehenden Rittergut in Kucklow vereinigt. Das Rittergut, das 1842 erheblich parzelliert wurde, war 1870 nur noch 27 Hektar groß, das Dorf maß 326,5 Hektar und hatte 328 Einwohner. Trotzdem blieb es ein kreistagsberechtigtes Rittergut.
Um 1930 hatte die Gemarkung der Gemeinde Kucklow eine Flächengröße von 365,9 Hektar, sie beherbergte 57 Wohnhäuser, und Kucklow war der einzige Wohnort auf dem Gemeindegebiet. Im Jahr 1925 wurden in Kucklow 258 Einwohner gezählt, die auf 62 Haushaltungen verteilt waren.
1928 gab es in Kucklow drei Berufsfischer der Haff- und Stromfischerei. Letzter Besitzer der Bockwindmühle bis 1945 war F. Ehmke.
Bis 1945 gehörte Kucklow zum Landkreis Cammin i. Pom. der Provinz Pommern des Deutschen Reichs. Kucklow war dem Amtsbezirk Zebbin zugeordnet.
Gegen Ende des Zweiten Weltkriegs erhielt die Bevölkerung von Kucklow am 5. März 1945 die Erlaubnis zur Räumung des Dorfs, die auch rechtzeitig glückte; am 6. März 1945 wurde Kucklow von der Roten Armee besetzt. Nach Kriegsende wurde Kucklow unter polnische Verwaltung gestellt.

## Religion
Die vor 1945 in Kucklow anwesende Dorfbevölkerung gehörte mit großer Mehrheit dem evangelischen Glaubensbekenntnis an; die evangelischen Dorfbewohner gehörten zum Kirchspiel von Zebbin.

## Schule
Kucklow hatte bis 1945 eine eigene Volksschule.